# Pristimantis anemerus
Espèce
Synonymes
- Eleutherodactylus anemerus Duellman & Pramuk, 1999

Statut de conservation UICN

 DD  : Données insuffisantes
Pristimantis anemerus est une espèce d'amphibiens de la famille des Craugastoridae.

## Répartition
Cette espèce est endémique de la province de Huancabamba dans la région de Piura au Pérou. Elle se rencontre à environ 2 770 m d'altitude sur le versant Ouest de la cordillère de Huancabamba.

## Description
Le mâle holotype mesure 20,4 mm.

## Publication originale
- Duellman & Pramuk, 1999 : Frogs of the genus Eleutherodactylus (Anura: Leptodactylidae) in the Andes of northern Peru. Scientific Papers Natural History Museum the University of Kansas, vol. 13, p. 1-78 (texte intégral).